# Mathias Beck
Mathias Beck (* 12. Februar 1971 in Limburg an der Lahn) ist ein deutscher Sportfunktionär und Unternehmer. Seit 2024 ist er Präsident und Aufsichtsratsvorsitzender von Eintracht Frankfurt.

## Werdegang
Beck hat eine Ausbildung als Industriekaufmann und war ab 1992 in verschiedenen Unternehmen unter anderem Haribo und der Binding-Brauerei für Immobilienangelegenheiten zuständig. Nach seinem berufsbegleitenden Studium zum Immobilienfachwirt im Jahr 1999 war er in verschiedenen Firmen Gesellschafter und führte von 1999 bis 2023 die AVV, allgemeine Vermögensverwaltung GmbH in Frankfurt am Main.
Seit 1996 ist Beck Mitglied der Abteilung Fußball bei Eintracht Frankfurt. Von 2021 bis 2024 war er Mitglied im Verwaltungsrat. Ab 2023 bekleidete Beck die Position des Vizepräsidenten. Bei der Mitgliederversammlung am 5. Februar 2024 wurde Beck als Nachfolger von Peter Fischer zum Präsidenten von Eintracht Frankfurt gewählt.
Nach dem Ausscheiden Philip Holzers aus dem Aufsichtsrat der Eintracht Frankfurt Fußball AG im Mai 2024 wurde Beck, welcher bereits über den e.V. in dem Gremium saß, zu seinem Nachfolger gewählt.

## Privates
Beck ist verheiratet und hat zwei Kinder.